# Панайотис Аравантинос
Панайотис Стамателу Аравантинос (на гръцки: Παναγιώτης Σταματέλου Αραβαντινός) е виден гръцки учен, историк и писател от XIX век.

## Биография
Панайотис Аравантинос е роден през 1811 година в Парга, Теспротия, затова е наричан Теспротос (Θεσπρωτός), тоест Теспротиец. Баща му е моряк, който през 1819 година, по време на размириците при управлението на Али паша Янински, бяга със семейството си на остров Корфу. Панайотис получава образование в гръцкото училище на Андреас Идроменос и в академията на Фредерик Гилфорд на Корфу.
През 1836 година става директор на гръцкото училище в Янина. По същото време започва сериозни проучвания на историята, бита и фолклора на населението в европейската част на Османската империя. В 1856 – 1857 година обикаля Македония и оставя много бележки за българското население там. Негови синове са гръцкият политик Спиридон Аравантинос (1843 - 1906) и юристът Йоанис Аравантинос (1850 - 1907).